# Schachtel (Musikinstrumentenbau)
Als Schachtel bezeichnet man den unlackierten Korpus einer Geige mit abgenommener Decke. Die Qualität der vom Geigenbauer verwendeten Schachtel spielt bei der Beurteilung der Arbeit eine große Rolle.
In der Musikinstrumentenfertigung sind Schachtelmacher Handwerker, die sich ausschließlich um die Herstellung des Korpus von Streichinstrumenten kümmern.